# Корнилов, Евгений Алексеевич

Звезда на Алее звёзд в Ростове-на-Дону

Евгений Алексеевич Корнилов (1940—2003) — советский и российский журналист и педагог.
Декан факультета филологии и журналистики, заведующий кафедрой истории журналистики Ростовского государственного университета с 1987 по 2003 годы; доктор филологических наук, профессор. Член Союза журналистов СССР, председатель правления Ростовской организации Союза журналистов России, областного отделения Российского фонда культуры, член-корреспондент Международной академии наук высшей школы.

## Биография
Родился 3 июля 1940 года в Ростове-на-Дону.
Окончил филологический факультет Ростовского университета в 1962 году. Работал в городских газетах и издательстве РГУ. С 1964 года преподавал в университете — декан факультета филологии и журналистики с 1988 года, заведующий кафедрой истории журналистики с 1987 года. Преподавал в Венском (1975—1976) и Силезском (1985—1987) университетах.
Умер 6 декабря 2003 года в Ростове-на-Дону.

## Писательская деятельность
Е. А. Корнилов был автором нескольких пьес, посвящённых драматическим событиям в жизни Дона и казачества, поставленных на театральной сцене («Последний день атамана Каледина», «Нехорошая усадьба», «Африканские страсти, или Эвтаназия в Нор-Нахичевани»). Они принесли ему победу в литературном конкурсе имени В. А. Закруткина.

## Память
- 25 октября 2014 года в Ростове-на-Дону на «Проспекте звёзд»[3] Е. А. Корнилову была заложена именная «Звезда».[4]